# Robin Shou
Robin Shou, pseudonimo di Shou Wan Por (仇雲波S; Hong Kong, 17 luglio 1960), è un attore, artista marziale e stuntman hongkonghese con cittadinanza statunitense.

## Biografia
Shou nasce ad Hong Kong da una famiglia originaria di Shanghai (nella Cina continentale), ultimogenito dei  quattro figli d'un sarto e d'una casalinga.
In assenza di un'occupazione e la conseguente difficoltà nell'andare avanti, la famiglia Shou parte per gli Stati Uniti d'America nel 1971 direzione West Coast.

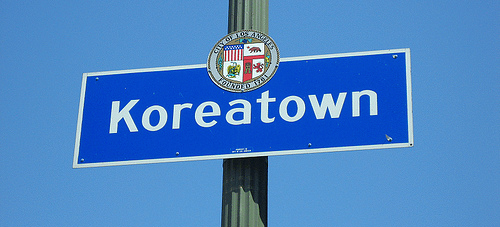
Il cartello di Koreatown a Los Angeles.

Agli Shou viene assegnato un bilocale tra i quartieri Olympic e Vermont, oggi facenti parte dell'agglomerato urbano noto come Koreatown.
Termina gli studi a diciannove anni, per poi iscriversi alla California State University seguendo contemporaneamente un corso avanzato di Kenpō. Abbandona il corso d'arti marziali un anno e mezzo più tardi, ma ritrova la passione dopo aver assistito a una dimostrazione di Wushu.
Nel 1981, all'ultimo anno di studi presso la CSU, vende la macchina e con i soldi incassati si paga un viaggio trimestrale in Cina per partecipare a un corso di Wushu.
Dopo la fine del corso, torna negli States e si laurea in ingegneria civile, dimostrando però scarso interesse nel campo preferendone il combattimento.
Al ritorno a Hong Kong, il cinema d'arti marziali è in pieno boom, ed è proprio qui che un produttore notando le sue straordinarie capacità lo invita a prendere parte a una piccola produzione come stuntman.
Negli anni novanta incomincia la carriera cinematografica, lavorando in produzioni d'azione di Hong Kong, esordisce negli States nel suo primo ruolo importante nel film drammatico Notti proibite. Nel 1993, Shou fu uno candidati per il ruolo di protagonista nel film Dragon - La storia di Bruce Lee, ma venne scartato e tale ruolo andò ad un altro attore cino-americano, Jason Scott Lee.
Fino al 1994 appare in ruoli minori e/o d'appoggio e questo lo spinge ad abbandonare nuovamente il suo paese per fare ritorno negli USA. Proprio durante l'arrivo a Los Angeles il suo agente lo scrittura per un film molto atteso in un ruolo da protagonista. Shou viene accettato dopo aver preso parte a sette provini e nel 1995 esce Mortal Kombat, interpretando il noto artista marziale Liu Kang; questa volta fu Jason Scott Lee ad essere scartato per tale ruolo. Il successo che ne deriva spinge gli studi cinematografici a pianificare due seguiti, ma il flop del secondo film (sempre con Shou protagonista) ferma la produzione.
Negli anni che seguono torna a interpretare ruoli di scarso rilievo, partecipando a Dead or Alive, altro adattamento da videogioco di arti marziali.
Nel 2009 ha preso parte a Street Fighter - La leggenda, con Kristin Kreuk protagonista.

## Filmografia
- Yat gor, regia di Sau-Ming Fan (1987)
- The Big Brother (1987)
- Zhan long (1988)
- Cheng shi te jing (1988)
- Huang jia shi jie zhi III: Ci xiong da dao (1988)
- Sing si jin jaang (1988)
- City War (1988)
- Zhi zun wu shang (1989)
- Wo zai hei she hui de ri zi (1989)
- Sheng gang qi bing di san ji (1989)
- Long zhi zheng ba (1989)
- Dong fang lao hu (1990)
- Chi se da feng bao (1990)
- Notti proibite (Forbidden Nights) (1990)
- Sai hak chin (1990)
- Eastern Heroes (1991)
- Hong tian long (1991)
- In the Line of Duty 6 (Di xia bing gong chang) (1991)
- Hei mao II (1992)
- Zhi fa wei long (1992)
- Onore e gloria (Zong heng tian xia) (1992)
- Zhi zun te jing (1992)
- Long kua si hai zhi zhi ming qing ren (1993)
- Angel the Kickboxer , regia di Godfrey Ho (1993)
- Long hu xin feng yun: Zhi tou hao tong ji fan (1994)
- Mortal Kombat, regia di Paul W.S. Anderson (1995)
- Mai dire ninja (Beverly Hills Ninja), regia di Dennis Dugan (1997)
- Mortal Kombat: Distruzione totale (Mortal Kombat: Annihilation), regia di John R. Leonetti (1997)
- Lost Time: The Movie (2003)
- 18 Fingers of Death! (2006)
- DOA: Dead or Alive (2006)
- Death Race (2008)
- Street Fighter - La leggenda (Street Fighter: The Legend of Chun-Li) (2009)
- Death Race 2 (2011)
- Mortal Enemies (2011)
- Death Race 3: Inferno (Death Race: Inferno) (2012)
- Black Tiger: Hunter Hunted (2014)
- Earthbound (2015)
- Dead Mule Suitcase

### Televisione
- Yellowthread Street (1990)
- Forbidden Nights (1990)
- Soldier Soldier (1992)
- Oltre i limiti (The Outer Limits) – serie TV, 1 episodio (1998)
- Red Trousers – The Life of the Hong Kong Stuntmen (2003)
- Cold Case - Delitti irrisolti (Cold Case) – serie TV, episodio 7x08 (2009)

## Doppiatori italiani
Nelle versioni in italiano delle opere in cui ha recitato, Robin Shou è stato doppiato da:
- Simone Mori in Mortal Kombat, Mortal Kombat - Distruzione totale
- Vittorio De Angelis in Mai dire ninja
- Francesco Caruso in Death Race
- Riccardo Scarafoni in Cold Case - Delitti irrisolti
- Pasquale Anselmo in Street Fighter - La leggenda